# Impuesto a los Débitos y Créditos Bancarios
El Impuesto a los Débitos y Créditos Bancarios, más conocido como impuesto al cheque, es un tributo que pagan en Argentina las transacciones de crédito y débito en cuentas bancarias. El tributo tiene una alícuota del 0,6% y aporta en promedio el 10% de la recaudación nacional, siendo el tercer impuesto en importancia por detrás del Impuesto al Valor Agregado y el Impuesto a las Ganancias.

## Historia
Tras la asunción de Domingo Cavallo como Ministro de Economía de Fernando de la Rúa en 2001, se envía una ley al congreso para crear un gravamen de emergencia sobre las transacciones bancarias con el objetivo de paliar la crisis económica y política. La Ley 25.413 fue sancionada el 24 de marzo de ese año y disponía como fecha de finalización del tributo el 31 de diciembre de 2002.

## Características
Mediante este impuesto se cobra el 0,6% por el depósito, y del 0,6% por el cobro, estando exceptuadas las acreditaciones de salarios, jubilaciones y pensiones y las extracciones de dinero de esas cuentas. También están excluidas las reparticiones del estado nacional, provincial y municipal. El 34% de lo pagado en concepto de este impuesto puede ser descontado del pago del Impuesto a las Ganancias.
Al gravar las transacciones bancarias, el impuesto no puede ser clasificado en las categorías tributarias clásicas dado que no grava el patrimonio, ni la renta ni el consumo. Argentina es uno de los únicos países del mundo en aplicar un tributo de este tipo.